# Äthiopisches Langohr
Das Äthiopische Langohr oder Bale-Langohr (Plecotus balensis) ist ein nur von wenigen Funden bekanntes Fledertier in der Gattung der Langohrfledermäuse. Der zweite deutsche Name und der Artzusatz im wissenschaftlichen Namen beziehen sich auf den Fundort des Typusexemplars im Bale-Mountains-Nationalpark in Äthiopien.

## Merkmale
Die Art ist etwas kleiner als das Braune Langohr (Plecotus auritus) und erreicht eine Kopf-Rumpf-Länge von 45 bis 50 mm, eine Schwanzlänge von 47 bis 55 mm sowie ein Gewicht von 6,5 bis 8,5 g. Es sind Unterarme von 36 bis 42 mm Länge, 7 bis 8 mm lange Hinterfüße und 37 bis 40 mm lange Ohren vorhanden. Typisch sind eine gedrungene Schnauze und kastanienbraune Haare, die an der Spitze nicht heller sind. Ein weiteres Unterscheidungsmerkmal zum Braunen Langohr ist die abweichende Form des Paukenteils am Schläfenbein. Am Mund befinden sich knotige Drüsen und die Flügel sowie die Ohren sind dunkel- bis schwarzbraun. Der diploide Chromosomensatz besteht aus 32 Chromosomen (2n=32).

## Verbreitung und Lebensweise
Neben dem schon genannten Fundort sind Exemplare aus dem Hochland von Abessinien bekannt. Ein älteres Museumsexemplar könnte aus der Umgebung von Addis Abeba stammen. Weiter nördlich verortete Funde zählen vermutlich zum Nordostafrikanischen Langohr (Plecotus christii). Diese Fledermaus hält sich auf 2500 bis 3000 Meter Höhe auf. Sie bewohnt feuchte Wälder, die von Bäumen der Gattung Schefflera und dem Kosobaum dominiert werden.
Die Insekten werden meist mit Start von einem hochgelegenen Ruheplatz oder schwebend gefangen. Dabei findet die Jagd über Waldlichtungen oder am Waldrand statt. Andere Angaben zum Verhalten fehlen.

## Gefährdung
Intensive Forstwirtschaft und Umwandlung der Wälder in Ackerflächen bedrohen den Bestand. Die Art könnte trotz seltener Sichtungen weiter verbreitet sein, als bekannt. Sie wird von der IUCN mit unzureichende Datenlage (data deficient) gelistet.